# Meitei
Meitei,  meetei o manipuris es un grupo étnico originario de Manipur. Forman el grupo étnico más grande y dominante de Manipur en el noreste de la India. Hablan el idioma meitei (oficialmente llamado manipurí), uno de los 22 idiomas oficiales de la República de la India y el único idioma oficial del Gobierno de Manipur. Los meiteis se asentaron principalmente en las zonas del valle de la actual Manipur, aunque una población considerable se ha asentado en los otros estados indios de Assam, Tripura, Nagaland, Meghalaya y Mizoram. También hay una presencia notable del pueblo meitei en los países vecinos de Birmania y Bangladés. El grupo étnico meitei representa aproximadamente el 53 % de la población de Manipur.

## Endónimos y exónimos
Los meitei son conocidos por varios endónimos, meitei, meetei, meithei (meitei), y también por numerosos exónimos, como meckley, manipuri, cassay-shan y kathe (birmano). El término manipuri es ampliamente utilizado, pero problemático debido a su alcance ambiguo: además de ser sinónimo de meitei/meetei, también puede referirse en un sentido más amplio a los grupos étnicos nativos de las colinas de Manipur.